# Fushigidane
Fushigidane (フシギダネ), được gọi là Bulbasaur (/ˈbʌlbəˌsɔːr/) trên toàn thế giới, là loài Pokémon đầu tiên trong nhượng quyền thương mại Pokémon của Nintendo và Game Freak. Được thiết kế bởi Atsuko Nishida, Fushigidane đã ra mắt trong Pokémon Red và Blue với tư cách là Pokémon khởi đầu. Kể từ đó, nó đã xuất hiện trở lại trong các phần tiếp theo, trò chơi phụ, hàng hóa liên quan, và các tác phẩm chuyển thể hoạt hình và in ấn của nhượng quyền thương mại.; tên tiếng Anh của Fushigidane bắt nguồn từ việc kết hợp từ "bulb" và từ "dinosaur" (bulb: quả bầu, dinosaur: khủng long).
Fushigidane có thể nhịn ăn trong nhiều ngày nhờ quả bầu trên lưng cung cấp năng lượng. Trong anime, Fushigidane là một trong những Pokémon chính của Satoshi trong những mùa đầu tiên, cũng là một Pokémon của Haruka trong mùa ba. Nó cũng xuất hiện trong nhiều manga khác nhau, và được sở hữu bởi nhân vật chính Red trong manga Pokémon Adventures. Fushigidane đã được xuất hiện trong vô số các mặt hàng, bao gồm đồ chơi, móc chìa khóa và búp bê sang trọng.

## Sinh học
Bulbasaur là một Pokemon nhỏ, bốn chân với màu xanh lá cây để da hơi xanh màu xanh lá cây và đen tối hơn các bản vá lỗi màu xanh lá cây. Nó có đôi mắt màu đỏ trắng và màng cứng nhọn, cấu trúc tai giống như ở trên đỉnh đầu của nó. Mõm ngắn và thẳng thừng, và nó có một cái miệng rộng. Một cặp nhỏ, chỉ có thể nhìn thấy răng ở hàm trên khi miệng của nó đang mở. Mỗi chân dày của nó với ba móng vuốt sắc nhọn. Ngày trở lại của nó là một bóng cây xanh, được phát triển từ một hạt giống trồng có lúc sinh. Bóng đèn điện cung cấp cho nó năng lượng thông qua quang hợp cũng như từ hạt giàu dinh dưỡng chứa trong đó.
Như đã đề cập trong anime, starter Pokémon được nâng lên bởi người nuôi phải được phân phối đến mới giảng viên. Sau khi đã được thuần hóa từ khi sinh ra, Bulbasaur được coi là cả một Pokémon hiếm và cư xử tốt. Nó được gọi là cực kỳ trung thành, thậm chí sau khi bị bỏ rơi lâu dài. Bulbasaur cũng đã thể hiện mình là một người chăm sóc tuyệt vời, thậm chí có một kỹ thuật đặc biệt gọi là "Bulba-by." Để thực hiện kỹ thuật này, Bulbasaur sử dụng dây leo của mình để chọn lên một Pokémon trẻ và dịu dàng đá một trẻ trong không khí.
Nó được tìm thấy ở vùng đồng cỏ và rừng trên toàn khu vực Kanto. Tuy nhiên, do tình trạng Bulbasaur như starter Pokémon, nó là khó có được trong tự nhiên và thường được tìm thấy thuộc sở hữu của một huấn luyện. Nó đã được quan sát thấy rằng bóng của một Bulbasaur sẽ nhấp nháy màu xanh khi nó đã sẵn sàng để phát triển. Nếu nó không muốn tiến hóa, nó đấu tranh chống lại sự biến đổi. Nhiều Bulbasaur thu thập hàng năm trong một khu vườn ẩn trong Kanto để trở thành Ivysaur trong một buổi lễ được dẫn dắt bởi một Venusaur.